# Crévic
Crévic és un municipi francès situat al departament de Meurthe i Mosel·la i a la regió del Gran Est. L'any 2007 tenia 918 habitants.

## Demografia

### Població
El 2007 la població de fet de Crévic era de 918 persones. Hi havia 352 famílies, de les quals 80 eren unipersonals (48 homes vivint sols i 32 dones vivint soles), 116 parelles sense fills, 128 parelles amb fills i 28 famílies monoparentals amb fills.
La població ha evolucionat segons el següent gràfic:
Habitants censats

### Habitatges
El 2007 hi havia 381 habitatges, 354 eren l'habitatge principal de la família, 7 eren segones residències i 20 estaven desocupats. 359 eren cases i 21 eren apartaments. Dels 354 habitatges principals, 312 estaven ocupats pels seus propietaris, 35 estaven llogats i ocupats pels llogaters i 7 estaven cedits a títol gratuït; 2 tenien una cambra, 10 en tenien dues, 19 en tenien tres, 89 en tenien quatre i 234 en tenien cinc o més. 262 habitatges disposaven pel capbaix d'una plaça de pàrquing. A 137 habitatges hi havia un automòbil i a 182 n'hi havia dos o més.

### Piràmide de població
La piràmide de població per edats i sexe el 2009 era:
| Homes | Edats   | Dones |
| ----- | ------- | ----- |
| 0     | 95 o +  | 0     |
| 0     | 90 a 94 | 0     |
| 0     | 85 a 89 | 8     |
| 4     | 80 a 84 | 0     |
| 16    | 75 a 79 | 28    |
| 28    | 70 a 74 | 28    |
| 12    | 65 a 69 | 24    |
| 16    | 60 a 64 | 12    |
| 20    | 55 a 59 | 28    |
| 36    | 50 a 54 | 36    |
| 40    | 45 a 49 | 32    |
| 32    | 40 a 44 | 28    |
| 44    | 35 a 39 | 40    |
| 32    | 30 a 34 | 36    |
| 16    | 25 a 29 | 32    |
| 40    | 20 a 24 | 16    |
| 36    | 15 a 19 | 32    |
| 20    | 10 a 14 | 24    |
| 28    | 5 a 9   | 32    |
| 24    | 0 a 4   | 24    |

## Economia
El 2007 la població en edat de treballar era de 590 persones, 424 eren actives i 166 eren inactives. De les 424 persones actives 396 estaven ocupades (216 homes i 180 dones) i 28 estaven aturades (16 homes i 12 dones). De les 166 persones inactives 68 estaven jubilades, 56 estaven estudiant i 42 estaven classificades com a «altres inactius».

### Ingressos
El 2009 a Crévic hi havia 362 unitats fiscals que integraven 959 persones, la mediana anual d'ingressos fiscals per persona era de 18.795 €.

### Activitats econòmiques
Dels 17 establiments que hi havia el 2007, 1 era d'una empresa de fabricació d'altres productes industrials, 5 d'empreses de construcció, 2 d'empreses de comerç i reparació d'automòbils, 1 d'una empresa de transport, 1 d'una empresa d'hostatgeria i restauració, 1 d'una empresa immobiliària, 2 d'empreses de serveis, 2 d'entitats de l'administració pública i 2 d'empreses classificades com a «altres activitats de serveis».
Dels 4 establiments de servei als particulars que hi havia el 2009, 1 era una oficina de correu, 1 paleta, 1 lampisteria i 1 perruqueria.
Dels 2 establiments comercials que hi havia el 2009, 1 era una botiga de mobles i 1 una botiga de material de revestiment de parets i terra.
L'any 2000 a Crévic hi havia 9 explotacions agrícoles que ocupaven un total de 492 hectàrees.

## Equipaments sanitaris i escolars
El 2009 hi havia una escola elemental.

## Poblacions més properes
El següent diagrama mostra les poblacions més properes.